# Vermesy Péter
Vermesy Péter (Brassó, 1939. május 19. – Heidenheim an der Brenz, 1989. december 17.) erdélyi magyar zeneszerző.

## Életrajza
Középiskolai tanulmányait a kolozsvári Zenei Líceumban végezte (1956), a Gh. Dima Zenekonzervatóriumban zeneszerzés tanszakon, Jodál Gábor és Sigismund Toduţa növendékeként szerzett diplomát (1962), ugyanott nyerte el a zenetudományok doktora címet (1983) a reneszánsz polifónia témában írt dolgozatával.
1962–63-ban a kolozsvári Állami Bábszínház zenei munkatársa, 1963–84 között a Gh. Dima Zenekonzervatórium adjunktusa. 1968-ban Gaudeamus-ösztöndíjjal hollandiai tanulmányúton járt. 1985-től Németországban élt, 1987-től Heidenheim an der Brenzben volt tanár.
Heidenheimben halt meg 1989. december 17-én, a romániai változásokat megindító temesvári események idején. Felesége Gerburg, gyermekei Kati, András, Anna Németországban élnek.
A maglódi Vermesy Művészeti Iskola három tanárát tanította: Tóth Istvánt, Kostyák Attilát és Könczei Árpádot.

## Munkássága
Vermesy Péter az 1960-as, 1970-es, 1980-as évek jelentős erdélyi magyar zeneszerzője, aki alkotói életművén túl nagy hatású pedagógus is volt.
Zeneszerzői életművében sajátos módon ötvöződnek a népi zenekultúra Bartók által közvetített hatásai, a kifinomult mesterségbeli tudás és kora modern törekvéseinek nyelvi és formai újításai.
Zenéjének talán legjellemzőbb vonása, hogy dallamainak, ritmusainak forrása csaknem minden esetben a magyar nyelv (esetenként tájnyelv) zenéjében, ritmikájában keresendő. Vermesy ugyanis hallatlan kreativitással bontotta ki és alakította zenei motívumokká a beszélt nyelv akusztikáját és különleges karakterizáló erejét. Partitúráiban gyakori, hogy a hangszerek "emberi hangon" szólalnak meg, "párbeszédük" emberi viszonyokat jelenít meg.
Vermesy nem túl nagy, de egységes életművet hagyott hátra. 4 szimfóniája, kamaraszimfóniája, kamara-zenekari ciklusai, zongoraművei, kórusai és Ördögváltozás Csíkban című vígoperája kiérlelt stílusjegyeket mutat. Kivételes zenei humora és iróniája összetéveszthetetlenné teszik művészetét, és ezt a 20. század második felében kevesen mondhatják el magukról.
Vermesy alkotói tevékenysége mellett rendkívüli felelősségérzettel fordul a zenei köznevelés és zenepedagógia irányába, és pedagógiai munkássága máig irányadó normarendszert eredményez, amely jól illeszkedik az erdélyi magyar zeneoktatás hagyományaihoz, és eközben megteremti a pedagógiai munka és az alkotóművészet egységét. Neves barátja, Szilágyi Domokos költő szövegeire pedagógiai célzatú gyermekdal-sorozatot komponált, és hangszeres művei között is megjelenik néhány gyerekeknek szánt darab.
Eközben lelkesen részt vállal az erdélyi magyar falvak kórusmozgalmának megszervezésében. Zeneakadémiai oktatóként pedig nagy gondot fordít tanítványai felelősségérzetének, elkötelezettségének fejlesztésére. Elmondhatjuk, hogy a Vermesy tanítványok mindegyikének hitvallásává vált az igényes, anyanyelvű zenei nevelés gyakorlata, s csaknem mindegyikük jelentős szakmai eredményeket ért el a maga területén.

## Fontosabb művei

### Zenekari művek
- Kamaraszimfónia
- 2. szimfónia
- 3. szimfónia
- Zenekari szvit
- Musica buffa

### Opera
- Ördögváltozás Csíkban

### Kamarazene
- Trio, vonósnégyes

### Zongoraművek
- Szonatina
- Nénia

### Kórusművek
- Szilágyi Domokos verseire – Pimpimpáré (gyermekkórusok)
- Virágének

## Emlékezete
Maglódon Általános Iskola és Alapfokú Művészeti Iskola viseli a nevét.